# Segretario generale del Ministero degli affari esteri
Il segretario generale del Ministero degli affari esteri e della cooperazione internazionale è la carica apicale della diplomazia italiana. Essa viene conferita a un ambasciatore di grado con decreto del presidente della Repubblica, previa deliberazione del Consiglio dei ministri, su proposta del ministro degli affari esteri.

## Funzione
La funzione principale del segretario generale del Ministero degli affari esteri, così come previsto dal DPR 18/1967, è quella di «coadiuvare direttamente il ministro ai fini dell'elaborazione degli indirizzi e dei programmi del ministero». Oltre a ciò, il segretario generale è chiamato ad «assicurare la continuità delle funzioni dell'amministrazione, coordinandone gli uffici e le attività e vigilando sulla loro efficienza e rendimento» e, in assenza del ministro, presiede il consiglio di amministrazione, l'organismo che esprime valutazioni sugli indirizzi strategici e sull'azione complessiva del ministero.
Il segretario generale svolge inoltre un'importante funzione di coordinamento, volta principalmente a garantire l'unità di indirizzo, la tempestività e la continuità dell'azione degli uffici dell'amministrazione in Italia e all'estero.
La sua funzione, a partire dall'Unità d'Italia, è stata ricoperta da figure di spicco appartenenti al corpo diplomatico.

## Vice segretario e segreteria generale
Il segretario generale è assistito da un vice segretario generale cui sono conferite le funzioni vicarie. Nelle sue funzioni, il segretario generale è coadiuvato dal vice segretario generale e da una struttura di supporto, l'unità di coordinamento.
La segreteria generale del Ministero degli affari esteri include anche l'unità di analisi e programmazione, la quale è incaricata di svolgere ricerche, elaborare analisi e studi di previsione, raccogliere documentazione su temi strategici di politica estera e l'unità di crisi, la quale è chiamata a seguire le situazioni internazionali di tensione, nonché ad adottare le misure necessarie per gli interventi operativi a tutela della sicurezza dei cittadini italiani all'estero, avvalendosi anche della collaborazione di altre amministrazioni e organi dello Stato. Infine, nell'ambito della segreteria generale opera anche l'organo centrale di sicurezza-segreteria speciale, che cura la gestione dei flussi documentali classificati, nonché l'ufficio di statistica, che cura la realizzazione dell'annuario statistico e rappresenta il Ministero nel Sistema statistico nazionale. 

## Cronotassi dei segretari generali del Ministero degli affari esteri
Elenco dei segretari generali del Ministero degli affari esteri dal 1861 a oggi:
| Nominativo                                    | Mandato           | Mandato           | Ministri degli esteri                     |
| Nominativo                                    | Inizio            | Fine              | Ministri degli esteri                     |
| --------------------------------------------- | ----------------- | ----------------- | ----------------------------------------- |
| Domenico Carutti di Cantogno                  | 17 marzo 1861     | 13 marzo 1862     | Camillo Benso, conte di Cavour            |
| Domenico Carutti di Cantogno                  | 17 marzo 1861     | 13 marzo 1862     | Bettino Ricasoli                          |
| Domenico Carutti di Cantogno                  | 17 marzo 1861     | 13 marzo 1862     | Urbano Rattazzi (ad interim)              |
| Luigi Amedeo Melegari (facente funzioni)      | 13 marzo 1862     | 11 dicembre 1862  |                                           |
| Luigi Amedeo Melegari (facente funzioni)      | 13 marzo 1862     | 11 dicembre 1862  | Giacomo Durando                           |
| Emilio Visconti Venosta                       | 11 dicembre 1862  | 24 marzo 1863     | Giuseppe Pasolini                         |
| Marcello Cerruti                              | 26 marzo 1863     | 30 dicembre 1866  | Emilio Visconti Venosta                   |
| Marcello Cerruti                              | 26 marzo 1863     | 30 dicembre 1866  | Alfonso La Marmora                        |
| Marcello Cerruti                              | 26 marzo 1863     | 30 dicembre 1866  | Bettino Ricasoli                          |
| Marcello Cerruti                              | 26 marzo 1863     | 30 dicembre 1866  | Emilio Visconti Venosta                   |
| Anselmo Guerrieri Gonzaga                     | 30 dicembre 1866  | 17 aprile 1867    |                                           |
| Luigi Amedeo Melegari (facente funzioni)      | 25 aprile 1867    | 29 ottobre 1867   | Pompeo di Campello                        |
| Raffaele Ulisse Barbolani (facente funzioni)  | 29 ottobre 1867   | 11 aprile 1869    | Luigi Federico Menabrea                   |
| Alberto Blanc                                 | 11 aprile 1869    | 27 ottobre 1870   | Luigi Federico Menabrea                   |
| Alberto Blanc                                 | 11 aprile 1869    | 27 ottobre 1870   | Emilio Visconti Venosta                   |
| Isacco Artom                                  | 27 novembre 1870  | 24 marzo 1876     |                                           |
| Giuseppe Tornielli Brusati di Vergano         | 2 aprile 1876     | 3 giugno 1878     | Luigi Amedeo Melegari                     |
| Giuseppe Tornielli Brusati di Vergano         | 2 aprile 1876     | 3 giugno 1878     | Agostino Depretis                         |
| Giuseppe Tornielli Brusati di Vergano         | 2 aprile 1876     | 3 giugno 1878     | Benedetto Cairoli                         |
| Giuseppe Tornielli Brusati di Vergano         | 2 aprile 1876     | 3 giugno 1878     | Luigi Corti                               |
| Carlo Alberto Ferdinando Maffei di Boglio     | 3 giugno 1878     | 19 dicembre 1878  |                                           |
| Carlo Alberto Ferdinando Maffei di Boglio     | 3 giugno 1878     | 19 dicembre 1878  | Benedetto Cairoli                         |
| Giuseppe Tornielli Brusati di Vergano         | 19 dicembre 1878  | 6 luglio 1879     | Agostino Depretis                         |
| Carlo Alberto Ferdinando Maffei di Boglio     | 28 luglio 1879    | 29 maggio 1881    | Benedetto Cairoli                         |
| Alberto Blanc                                 | 2 giugno 1881     | 4 gennaio 1883    | Pasquale Stanislao Mancini                |
| Giacomo Malvano                               | 2 luglio 1885     | 18 ottobre 1885   | Pasquale Stanislao Mancini                |
| Giacomo Malvano                               | 2 luglio 1885     | 18 ottobre 1885   | Agostino Depretis                         |
| Raffaele Cappelli                             | 18 ottobre 1885   | 7 aprile 1887     | Carlo Felice Nicolis di Robilant          |
| Abele Damiani (facente funzioni)              | 2 gennaio 1888    | 4 marzo 1888      | Francesco Crispi                          |
| carica soppressa                              | 4 marzo 1888      | 9 febbraio 1891   | Francesco Crispi                          |
| Giacomo Malvano                               | 10 febbraio 1891  | 20 dicembre 1893  | Antonio Starabba di Rudinì                |
| Giacomo Malvano                               | 10 febbraio 1891  | 20 dicembre 1893  | Benedetto Brin                            |
| Giacomo Malvano                               | 10 febbraio 1891  | 20 dicembre 1893  | Alberto Blanc                             |
| carica soppressa                              | 21 dicembre 1893  | 11 marzo 1896     |                                           |
| Giacomo Malvano                               | 12 marzo 1896     | 8 settembre 1907  | Onorato Caetani di Sermoneta              |
| Giacomo Malvano                               | 12 marzo 1896     | 8 settembre 1907  | Emilio Visconti Venosta                   |
| Giacomo Malvano                               | 12 marzo 1896     | 8 settembre 1907  | Raffaele Cappelli                         |
| Giacomo Malvano                               | 12 marzo 1896     | 8 settembre 1907  | Felice Napoleone Canevaro                 |
| Giacomo Malvano                               | 12 marzo 1896     | 8 settembre 1907  | Emilio Visconti Venosta                   |
| Giacomo Malvano                               | 12 marzo 1896     | 8 settembre 1907  | Giulio Prinetti                           |
| Giacomo Malvano                               | 12 marzo 1896     | 8 settembre 1907  | Enrico Morin                              |
| Giacomo Malvano                               | 12 marzo 1896     | 8 settembre 1907  | Tommaso Tittoni                           |
| Giacomo Malvano                               | 12 marzo 1896     | 8 settembre 1907  | Alessandro Fortis                         |
| Giacomo Malvano                               | 12 marzo 1896     | 8 settembre 1907  | Antonino Paternò-Castello di San Giuliano |
| Giacomo Malvano                               | 12 marzo 1896     | 8 settembre 1907  | Francesco Guicciardini                    |
| Giacomo Malvano                               | 12 marzo 1896     | 8 settembre 1907  | Tommaso Tittoni                           |
| Riccardo Bollati                              | 8 settembre 1907  | 20 novembre 1912  |                                           |
| Riccardo Bollati                              | 8 settembre 1907  | 20 novembre 1912  | Francesco Guicciardini                    |
| Riccardo Bollati                              | 8 settembre 1907  | 20 novembre 1912  | Antonino Paternò-Castello di San Giuliano |
| Giacomo De Martino                            | 1º gennaio 1913   | 31 dicembre 1919  |                                           |
| Giacomo De Martino                            | 1º gennaio 1913   | 31 dicembre 1919  | Antonio Salandra                          |
| Giacomo De Martino                            | 1º gennaio 1913   | 31 dicembre 1919  | Sidney Sonnino                            |
| Giacomo De Martino                            | 1º gennaio 1913   | 31 dicembre 1919  | Tommaso Tittoni                           |
| Giacomo De Martino                            | 1º gennaio 1913   | 31 dicembre 1919  | Francesco Saverio Nitti                   |
| Giacomo De Martino                            | 1º gennaio 1913   | 31 dicembre 1919  | Vittorio Scialoja                         |
| Salvatore Contarini                           | 31 dicembre 1919  | 6 aprile 1926     |                                           |
| Salvatore Contarini                           | 31 dicembre 1919  | 6 aprile 1926     | Carlo Sforza                              |
| Salvatore Contarini                           | 31 dicembre 1919  | 6 aprile 1926     | Ivanoe Bonomi                             |
| Salvatore Contarini                           | 31 dicembre 1919  | 6 aprile 1926     | Pietro Tomasi della Torretta              |
| Salvatore Contarini                           | 31 dicembre 1919  | 6 aprile 1926     | Carlo Schanzer                            |
| Salvatore Contarini                           | 31 dicembre 1919  | 6 aprile 1926     | Benito Mussolini                          |
| Antonio Chiaramonte Bordonaro                 | 6 aprile 1926     | 6 febbraio 1927   |                                           |
| carica soppressa                              | 7 febbraio 1927   | 31 luglio 1943    | Dino Grandi                               |
| carica soppressa                              | 7 febbraio 1927   | 31 luglio 1943    | Benito Mussolini                          |
| carica soppressa                              | 7 febbraio 1927   | 31 luglio 1943    | Galeazzo Ciano                            |
| carica soppressa                              | 7 febbraio 1927   | 31 luglio 1943    | Benito Mussolini                          |
| carica soppressa                              | 7 febbraio 1927   | 31 luglio 1943    | Raffaele Guariglia                        |
| Augusto Rosso                                 | 1º agosto 1943    | 12 settembre 1943 |                                           |
| Renato Prunas                                 | 28 ottobre 1943   | 25 novembre 1946  |                                           |
| Renato Prunas                                 | 28 ottobre 1943   | 25 novembre 1946  | Pietro Badoglio                           |
| Renato Prunas                                 | 28 ottobre 1943   | 25 novembre 1946  | Ivanoe Bonomi                             |
| Renato Prunas                                 | 28 ottobre 1943   | 25 novembre 1946  | Alcide De Gasperi                         |
| Renato Prunas                                 | 28 ottobre 1943   | 25 novembre 1946  | Pietro Nenni                              |
| Francesco Fransoni                            | 25 novembre 1946  | 31 maggio 1948    |                                           |
| Francesco Fransoni                            | 25 novembre 1946  | 31 maggio 1948    | Carlo Sforza                              |
| Vittorio Zoppi                                | 1º giugno 1948    | 6 dicembre 1954   |                                           |
| Vittorio Zoppi                                | 1º giugno 1948    | 6 dicembre 1954   | Alcide De Gasperi                         |
| Vittorio Zoppi                                | 1º giugno 1948    | 6 dicembre 1954   | Gaetano Martino                           |
| Alberto Rossi Longhi                          | 6 dicembre 1954   | 17 febbraio 1958  |                                           |
| Alberto Rossi Longhi                          | 6 dicembre 1954   | 17 febbraio 1958  | Giuseppe Pella                            |
| Adolfo Alessandrini                           | 17 febbraio 1958  | 8 novembre 1958   |                                           |
| Adolfo Alessandrini                           | 17 febbraio 1958  | 8 novembre 1958   | Amintore Fanfani (ad interim)             |
| Carlo de Ferrariis Salzano                    | 10 novembre 1958  | 25 maggio 1959    |                                           |
| Carlo de Ferrariis Salzano                    | 10 novembre 1958  | 25 maggio 1959    | Giuseppe Pella                            |
| Umberto Grazzi                                | 25 maggio 1959    | 27 maggio 1961    |                                           |
| Umberto Grazzi                                | 25 maggio 1959    | 27 maggio 1961    | Antonio Segni                             |
| Attilio Cattani                               | 27 maggio 1961    | 1º maggio 1965    |                                           |
| Attilio Cattani                               | 27 maggio 1961    | 1º maggio 1965    | Attilio Piccioni                          |
| Attilio Cattani                               | 27 maggio 1961    | 1º maggio 1965    | Giuseppe Saragat                          |
| Attilio Cattani                               | 27 maggio 1961    | 1º maggio 1965    | Aldo Moro (ad interim)                    |
| Attilio Cattani                               | 27 maggio 1961    | 1º maggio 1965    | Amintore Fanfani                          |
| Felice Catalano di Melilli (facente funzioni) | 1º maggio 1965    | 15 settembre 1966 |                                           |
| Egidio Ortona                                 | 15 settembre 1966 | 10 giugno 1967    |                                           |
| Casto Caruso                                  | 17 giugno 1967    | 1º novembre 1969  |                                           |
| Casto Caruso                                  | 17 giugno 1967    | 1º novembre 1969  | Giuseppe Medici                           |
| Casto Caruso                                  | 17 giugno 1967    | 1º novembre 1969  | Pietro Nenni                              |
| Casto Caruso                                  | 17 giugno 1967    | 1º novembre 1969  | Aldo Moro                                 |
| Roberto Gaja                                  | 1º novembre 1969  | 30 giugno 1975    |                                           |
| Roberto Gaja                                  | 1º novembre 1969  | 30 giugno 1975    | Giuseppe Medici                           |
| Roberto Gaja                                  | 1º novembre 1969  | 30 giugno 1975    | Aldo Moro                                 |
| Roberto Gaja                                  | 1º novembre 1969  | 30 giugno 1975    | Mariano Rumor                             |
| Raimondo Manzini                              | 1º luglio 1975    | 10 ottobre 1977   |                                           |
| Raimondo Manzini                              | 1º luglio 1975    | 10 ottobre 1977   | Arnaldo Forlani                           |
| Francesco Malfatti di Montetretto             | 24 ottobre 1977   | 31 gennaio 1985   |                                           |
| Francesco Malfatti di Montetretto             | 24 ottobre 1977   | 31 gennaio 1985   | Franco Maria Malfatti                     |
| Francesco Malfatti di Montetretto             | 24 ottobre 1977   | 31 gennaio 1985   | Attilio Ruffini                           |
| Francesco Malfatti di Montetretto             | 24 ottobre 1977   | 31 gennaio 1985   | Emilio Colombo                            |
| Francesco Malfatti di Montetretto             | 24 ottobre 1977   | 31 gennaio 1985   | Giulio Andreotti                          |
| Renato Ruggiero                               | 1º febbraio 1985  | 28 luglio 1987    |                                           |
| Bruno Bottai                                  | 9 ottobre 1987    | 7 gennaio 1994    |                                           |
| Bruno Bottai                                  | 9 ottobre 1987    | 7 gennaio 1994    | Gianni De Michelis                        |
| Bruno Bottai                                  | 9 ottobre 1987    | 7 gennaio 1994    | Vincenzo Scotti                           |
| Bruno Bottai                                  | 9 ottobre 1987    | 7 gennaio 1994    | Emilio Colombo                            |
| Bruno Bottai                                  | 9 ottobre 1987    | 7 gennaio 1994    | Beniamino Andreatta                       |
| Ferdinando Salleo                             | 8 gennaio 1994    | 2 novembre 1995   |                                           |
| Ferdinando Salleo                             | 8 gennaio 1994    | 2 novembre 1995   | Antonio Martino                           |
| Ferdinando Salleo                             | 8 gennaio 1994    | 2 novembre 1995   | Susanna Agnelli                           |
| Boris Biancheri Chiappori                     | 2 novembre 1995   | 31 agosto 1997    |                                           |
| Boris Biancheri Chiappori                     | 2 novembre 1995   | 31 agosto 1997    | Lamberto Dini                             |
| Umberto Vattani                               | 1º settembre 1997 | 24 settembre 2001 |                                           |
| Umberto Vattani                               | 1º settembre 1997 | 24 settembre 2001 | Renato Ruggiero                           |
| Giuseppe Baldocci                             | 24 settembre 2001 | 30 dicembre 2003  |                                           |
| Giuseppe Baldocci                             | 24 settembre 2001 | 30 dicembre 2003  | Silvio Berlusconi (ad interim)            |
| Giuseppe Baldocci                             | 24 settembre 2001 | 30 dicembre 2003  | Franco Frattini                           |
| Umberto Vattani                               | 1º marzo 2004     | 16 luglio 2005    |                                           |
| Umberto Vattani                               | 1º marzo 2004     | 16 luglio 2005    | Gianfranco Fini                           |
| Paolo Pucci di Benisichi                      | 18 luglio 2005    | 11 settembre 2007 |                                           |
| Paolo Pucci di Benisichi                      | 18 luglio 2005    | 11 settembre 2007 | Massimo D'Alema                           |
| Giampiero Massolo                             | 12 settembre 2007 | 28 maggio 2012    |                                           |
| Giampiero Massolo                             | 12 settembre 2007 | 28 maggio 2012    | Franco Frattini                           |
| Giampiero Massolo                             | 12 settembre 2007 | 28 maggio 2012    | Giulio Terzi di Sant'Agata                |
| Michele Valensise                             | 29 maggio 2012    | 4 marzo 2016      |                                           |
| Michele Valensise                             | 29 maggio 2012    | 4 marzo 2016      | Mario Monti (ad interim)                  |
| Michele Valensise                             | 29 maggio 2012    | 4 marzo 2016      | Emma Bonino                               |
| Michele Valensise                             | 29 maggio 2012    | 4 marzo 2016      | Federica Mogherini                        |
| Michele Valensise                             | 29 maggio 2012    | 4 marzo 2016      | Paolo Gentiloni                           |
| Elisabetta Belloni                            | 5 maggio 2016     | 21 maggio 2021    |                                           |
| Elisabetta Belloni                            | 5 maggio 2016     | 21 maggio 2021    | Angelino Alfano                           |
| Elisabetta Belloni                            | 5 maggio 2016     | 21 maggio 2021    | Enzo Moavero Milanesi                     |
| Elisabetta Belloni                            | 5 maggio 2016     | 21 maggio 2021    | Luigi Di Maio                             |
| Ettore Francesco Sequi                        | 27 maggio 2021    | 5 marzo 2023      |                                           |
| Ettore Francesco Sequi                        | 27 maggio 2021    | 5 marzo 2023      | Luigi Di Maio                             |
| Ettore Francesco Sequi                        | 27 maggio 2021    | 5 marzo 2023      | Antonio Tajani                            |
| Riccardo Guariglia                            | 6 marzo 2023      | in carica         |                                           |
| Riccardo Guariglia                            | 6 marzo 2023      | in carica         | Antonio Tajani                            |